# Jan Mikulicz-Radecki
Jan Antoni Mikulicz-Radecki (Johann Freiherr von Mikulicz-Radecki, ur. 16 maja 1850 w Czerniowcach, zm. 14 czerwca 1905 we Wrocławiu) – niemiecko-polski chirurg, uczeń Theodora Billrotha, profesor uniwersytetów w Krakowie, Królewcu i Wrocławiu, pomysłodawca nowych technik operacyjnych i narzędzi chirurgicznych, jeden z pionierów antyseptyki i aseptyki, twórca dwóch szkół chirurgicznych: polskiej w Krakowie i niemieckiej we Wrocławiu.

## Życiorys

### Rodzina i dzieciństwo

Herb Gozdawa

Urodził się w rodzinie o polsko-niemieckich korzeniach osiadłej na terenie obecnej Bukowiny. Jego ojcem był Andreas Mikulitsch herbu Gozdawa (1804–1881), a matką druga żona Andreasa, pruska szlachcianka Emilia Freiin von Damnitz (1813–1867). Jan (Johann) Antoni był ósmym dzieckiem Andreasa i piątym Emilii.
Ojciec, z zawodu leśniczy, później geometra i architekt rządowy, otrzymał tytuł radcy cesarskiego. Zaprojektował m.in. ratusz w Czerniowcach. Pierwszą jego żoną była Wincencja Rozalia Dąbrowska, krewna Jana Henryka Dąbrowskiego. Miał z nią troje dzieci: Aurelię, Matyldę i Eugeniusza (1835–1891). Po śmierci pierwszej żony Andreas Mikulicz ożenił się ponownie (27 października 1839) z Emilią Freiin von Damnitz, córką Josepha von Damnitza i wnuczką generała Tauentziena. Z małżeństwa tego urodzili się Max (zmarł w dzieciństwie), Albert (1842–1920), Emilia (po mężu Zborowska, 1845–1912), Karoline (1846–1866), Jan Antoni i Valerian (1855–1910). 30 grudnia 1867 zmarła Emilia i Andreas ożenił się po raz trzeci – z Valerie Peschkettel (zm. 1917), byłą narzeczoną Wenzla Messenhausera.
Podobnie jak rodzeństwo, Jan był bardzo zdolnym dzieckiem. W dzieciństwie poznał kilka języków (niemiecki, rosyjski, polski, jidysz, nieco czeski), nauczył się grać na fortepianie. Do gimnazjum uczęszczał w Pradze, Wiedniu (Theresianum), w 1864 w Klagenfurcie (gimnazjum benedyktynów) i Siedmiogrodzie, ukończył je w Czerniowcach w 1869.

### Studia i kariera zawodowa
Jan Mikulicz rozpoczął studia medyczne w Wiedniu w październiku 1869. Życzeniem jego ojca było, aby syn wybrał studia prawnicze Akademii Orientalistyki, a niespełnienie go sprawiło, że wstrzymał mu finansowanie studiów. Jan Mikulicz musiał sam zarabiać na swoje studia, udzielał lekcji niemieckiego i gry na fortepianie. Tak poznał swoją przyszłą żonę Henriettę Pacher. Dzięki Leopoldowi Neumannowi Mikulicz otrzymał stypendium fundacji Silbersteina w wysokości 700 guldenów rocznie.
Nauczycielami Mikulicza byli: anatom Josef Hyrtl, fizjolog Ernst Wilhelm von Brücke, patolog Karl von Rokitansky, Carl Stellwag-Carion, Ferdinand von Hebra, Joseph Škoda i Karl von Braun-Fernwald. Zespół tych uczonych określany bywa jako Młodsza Szkoła Wiedeńska (Jüngere Wiener Schule).
W 1873 roku odbył rok służby jako einjähriger Arzt („jednoroczny lekarz”), a po odbyciu służby został nadlekarzem rezerwy austriackiej Landwehry.
W marcu 1875 roku Mikulicz zdał egzamin państwowy i uzyskał stopień doktora wszechnauk lekarskich (Medicinae Universae Doctor). W tym samym roku oświadczył się Henrietcie.
Po ukończeniu studiów Mikulicz zdecydował się na specjalizację z chirurgii. Dostał się, za protekcją profesora Neumanna, do II kliniki chirurgicznej Theodora Billrotha w charakterze wolontariusza (Operationszögling). Początkowo Billroth odradzał Mikuliczowi podjęcie zawodu chirurga, sugerując się jego kondycją fizyczną; młody Mikulicz był mały, szczupły i miał tiki. Billroth napisał list polecający do von Brauna-Fernwalda z I kliniki chorób kobiecych, a Mikulicz zwiedził klinikę, szybko jednak wrócił do chirurgii i postanowił ostatecznie pozostać w niej.
Według słów samego Mikulicza, praca w klinice Billrotha wyglądała następująco:

Kiedy na Wielkanoc 1875 roku miałem szczęście zostać przyjęty do kliniki Billrotha jako wolontariusz (...) spotkałem się tam z surową, wręcz wojskową organizacją. Praca była podzielona między dwóch asystentów i ośmiu wolontariuszy. Najmłodsi podlegali asystentowi i w miarę przesuwania się do przodu można się było powoli zbliżyć do Billrotha. Na początku do obowiązków należało badanie i obserwacja chorych, pisanie historii chorób, wykonywanie badań mikroskopowych preparatów operacyjnych oraz opiekowanie się materiałem opatrunkowym dla całej kliniki, podawanie instrumentów do operacji, wykonywanie narkozy (...). Stosunkowo późno dopuszczano nas do przeprowadzania większych operacji albo w asyście samego Billrotha, albo starszego asystenta. Ja sam byłem przez trzy i pół roku na takim podrzędnym stanowisku wolontariusza, nim awansowałem na asystenta, ale nie żałuję, że tak późno znalazłem się w kręgu samodzielnych pracowników. Uważam, że mocna strona Szkoły Billrotha polegała właśnie na tej, chcę powiedzieć rzemieślniczej, gradacji, jaka zachodzi między uczniem, czeladnikiem i mistrzem. Przez to chronił on swoich uczniów przed wczesnym popadnięciem w jednostronne nawyki, która ogranicza działalność niektórych chirurgów naszych czasów wyłącznie do użycia noża. Billroth zezwalał swoim starszym asystentom na samodzielność, miał do nich bezwzględne zaufanie. Przyjmował chętnie nasze rady i propozycje, uwzględniał je, jeżeli były lepsze od jego własnych koncepcji. Tak się rozwijały poufne stosunki, później przechodzące w przyjaźń, którą w stosunku do swoich uczniów zachował do końca życia.

W 1877 został asystentem Billrotha. W 1879 odbył pięciomiesięczną podróż naukową (Studienreise); zwiedził klinikę Volkmanna w Halle, Thierscha w Lipsku, uczestniczył w VIII Kongresie Niemieckiego Towarzystwa Chirurgów w Berlinie, gdzie spotkał się m.in. z Bernhardem von Langenbeckiem. W Kilonii zwiedził klinikę Esmarcha, w Monachium klinikę Nussbauma, w Bazylei klinikę Socina. Był także w Kolonii, Akwizgranie i Paryżu, tam dłużej przebywał w klinice Péana.
W 1880 Mikulicz ożenił się z Henriettą.

### Katedra chirurgii UJ w Krakowie (1882–1887)

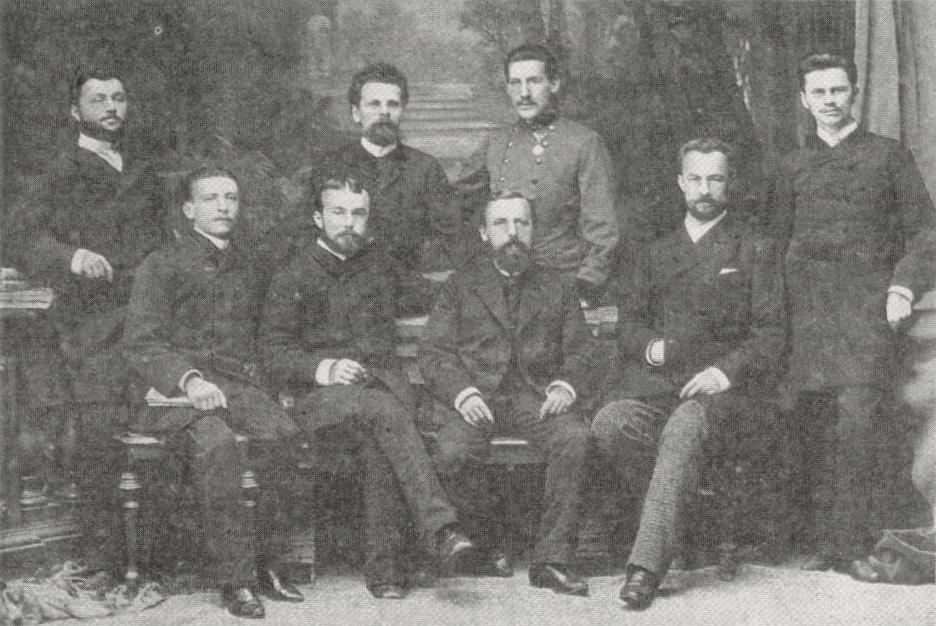
Mikulicz i jego asystenci w Krakowie

W 1882 został profesorem w Krakowie, obejmując zwolnioną po śmierci Antoniego Bryka katedrę. Mikulicz osobiście zgłosił swoją kandydaturę; prócz niego Rada Wydziału Lekarskiego UJ wzięła pod uwagę dziewięciu innych kandydatów:
- Jana Edwarda Hofmokla
- Cajetana Horocha
- Jana Kolaczka
- Juliana Kosińskiego
- Leona Władysława Lessera
- Władysława Matlakowskiego
- Alfreda Obalińskiego
- Ludwika Rydygiera
- Jana Szeparowicza.

W głosowaniu większość Rady Wydziału opowiedziała się za kandydaturą Rydygiera, część wybrała Lessera. W piśmie do Ministerstwa przedstawiono ich jako kandydatów do nominacji, odpowiednio, primo loco i secundo loco, z zaznaczeniem że kandydatura Mikulicza nie była brana pod uwagę ze względu na jego niedostateczną znajomość polskiego. Ministerstwo w piśmie z 9 lipca 1882 roku odpowiedziało, że Mikulicz ma wystarczającą znajomość języka, aby móc wykładać, przypomniano też Radzie, że obcokrajowców (nie-Austriaków) powoływać należy tylko wtedy, gdy nie ma odpowiednich kandydatów. W tej sytuacji rada wysunęła nominacje Hofmokla i Obalińskiego, obu poddanych austriackich. Ostatecznie, Mikulicz otrzymał nominację (Ernennung) na krakowską katedrę we wrześniu 1882 roku. 21 października 1882 wprowadzono go do rady Wydziału Lekarskiego, a 23 października wygłosił wykład, w którym po raz pierwszy i ostatni publicznie zadeklarował swoją polską narodowość.
Początkowo Mikulicz miał problemy językowe; według Schramma wykłady przygotowywał na piśmie i dawał mu do poprawienia.
W latach 1882–1887 kierując Katedrą i Kliniką Chirurgiczną UJ zorganizował nauczanie chirurgii w Krakowie oraz unowocześnił klinikę i pobudził ruch naukowy. Klinika chirurgiczna obliczona na kilkunastu studentów, mieściła ich od 100 do 150. Sala operacyjna była mała, ciemna i źle wietrzona, na jej ścianach znajdowały się gipsowe odlewy i obrazy z kolekcji Bierkowskiego. Mikulicz kazał pobielić ściany sali operacyjnej, powiększyć okna, przenieść kolekcję obrazów, znalazł miejsce na pokój dla chorych, przeznaczył osobną salę na zabiegi operacyjne na jamie brzusznej. Asystentami Mikulicza w tym czasie byli Schramm, Rudolf Trzebicky i Aleksander Bossowski. Uczniami Mikulicza w Krakowie byli ponadto m.in. Antoni Gabryszewski, Roman Sondermayer, Czesław Górski i Ignacy Link.
W 1887 roku Mikulicz przyjął ofertę katedry w Królewcu i opuścił Kraków. Jego następcą w Krakowie został Ludwik Rydygier.

### Katedra chirurgii w Królewcu (1887–1890)
Klinikę w Królewcu Mikulicz objął 1 kwietnia 1887 roku. Wiadomo, że otrzymując nominację pokonał czterech kandydatów: Christiana Heinricha Brauna, Friedricha Fehleisena, Ernsta Georga Küstera i Ottona Wilhelma Madelunga.
W Królewcu nawiązał znajomości i później przyjaźnie z profesorem interny Bernhardem Naunynem, literatem Felixem Dahnem i zoologiem Carlem Chunem.
Klinika chirurgiczna w Królewcu była wyposażona w cztery sale, dwie męskie, jedną kobiecą i jedną dziecięcą. Zabiegi wykonywano w sali wykładowej.
Po niedługim czasie Mikulicz dostał możliwość, z myślą o której przeniósł się do Królewca: powołania na katedrę w innym niemieckim mieście. Jednak stanowisko profesora na Uniwersytecie Marcina Lutra w Halle po Richardzie Volkmannie zostało przyznane Gustavowi Bramannowi, Mikulicz otrzymał jedynie tytuł tajnego radcy lekarskiego (Geheimer Medizinalrat). Parę miesięcy później Mikulicz otrzymał kolejną propozycję, zostania dyrektorem Kliniki Chirurgicznej we Wrocławiu, wcześniej kierowanej przez Hermanna Fischera.

### Klinika we Wrocławiu (1890–1905)

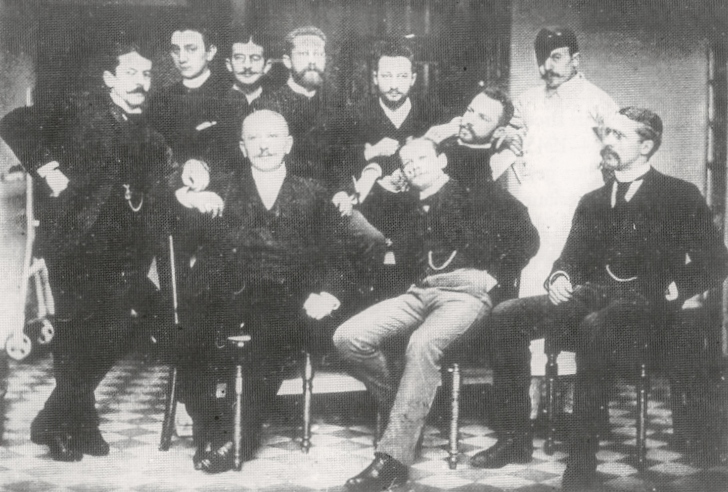
Asystenci Mikulicza

Wrocławską katedrę Mikulicz objął 1 października 1890 roku. Początkowo klinika mieściła się w Szpitalu Wszystkich Świętych (obecnie nieistniejący już Wojewódzki Szpital Specjalistyczny przy placu Jana Pawła II): była wyposażona w 90 łóżek i dużą salę operacyjną. Hermann Fischer (1831–1919), poprzednik Mikulicza, przed swoim odejściem przeniósł klinikę do budynku Fundacji Marii Johanny Pulvermacher, wyposażonego w pawilon operacyjny. Klinika ta mieściła się przy Tiergartenstraße (obecnie Marii Skłodowskiej-Curie) i została otwarta już za kadencji Mikulicza, 1 kwietnia 1891 roku. W 1895 roku Mikulicz zakupił willę w Pełcznicy koło Świebodzic.
W 1896 wspólnie z Naunynem założył czasopismo „Mitteilungen aus den Granzgebieten der Medizin und Chirurgie”, z redakcją w Jenie.
W 1899 roku Mikulicz otworzył przy Tiergartenstraße 83/85 prywatną klinikę na 30 łóżek, w której zatrudniał dwóch asystentów i trzy pielęgniarki.
Uczniami Mikulicza we Wrocławiu byli: Bronisław Kader, Vítězslav Chlumský, Ferdinand Sauerbruch, Willy Anschütz, Walther Kausch, Max Tiegel, Alexander Tietze, Karl Ludwik Ludloff, Carl Goebel, Victor E. Mertens, Mathäus Makkas, Georg Gottstein, Hayari Miyake, Mishigi Takayasu, Georg Kelling, Adolf Henle, Siegmund Hadda, Werner Kümmel, Zygmunt Radliński, Leon Mieczkowski, Emil Martin, Karl Hufschmied, Wilhelm Hübener, Adam Czyżewicz, Józef Starzewski, Eugeniusz Parczewski, Teofil Zalewski.

### Choroba i śmierć

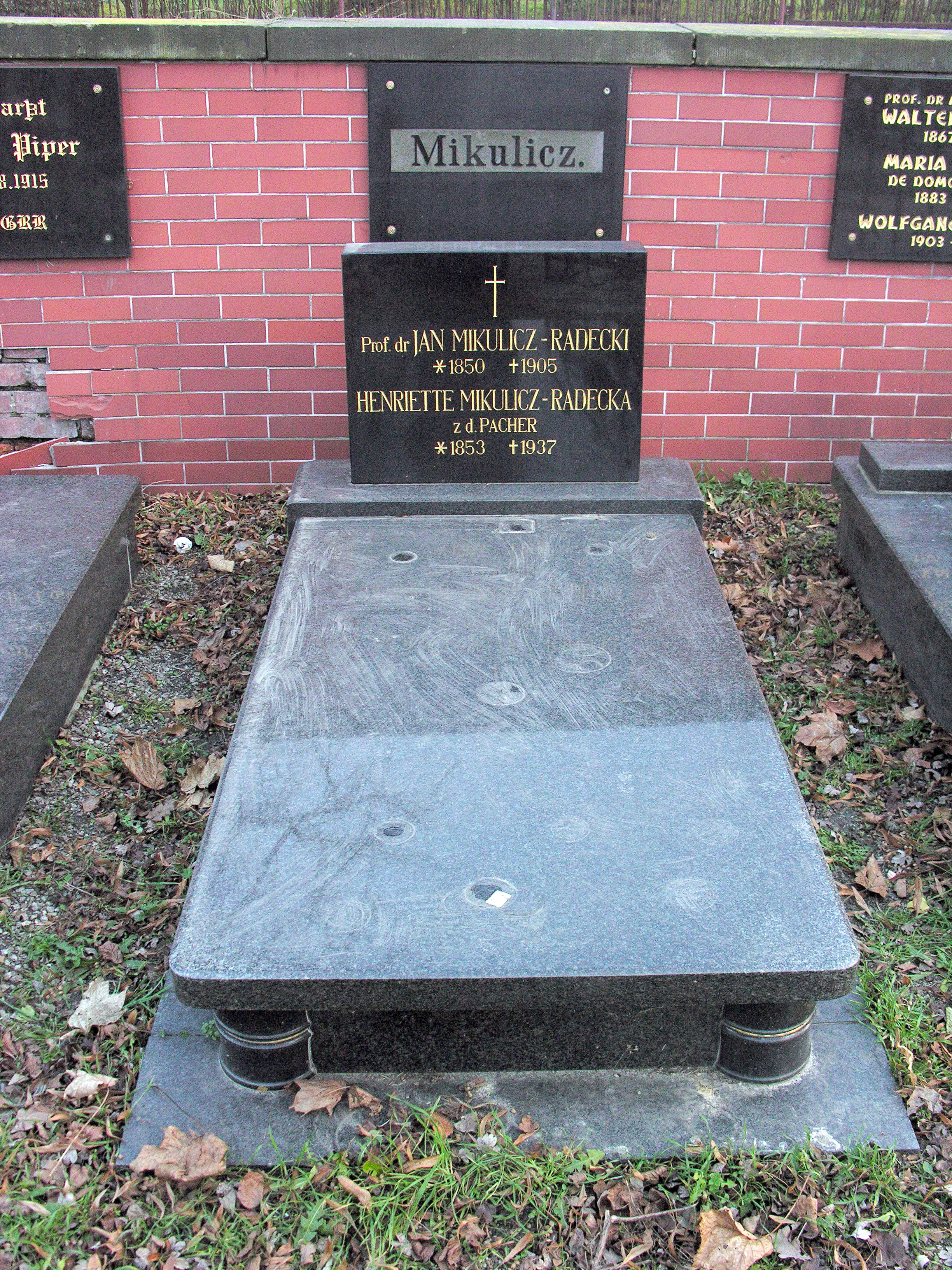
Nagrobek Jana Mikulicza-Radeckiego w Świebodzicach

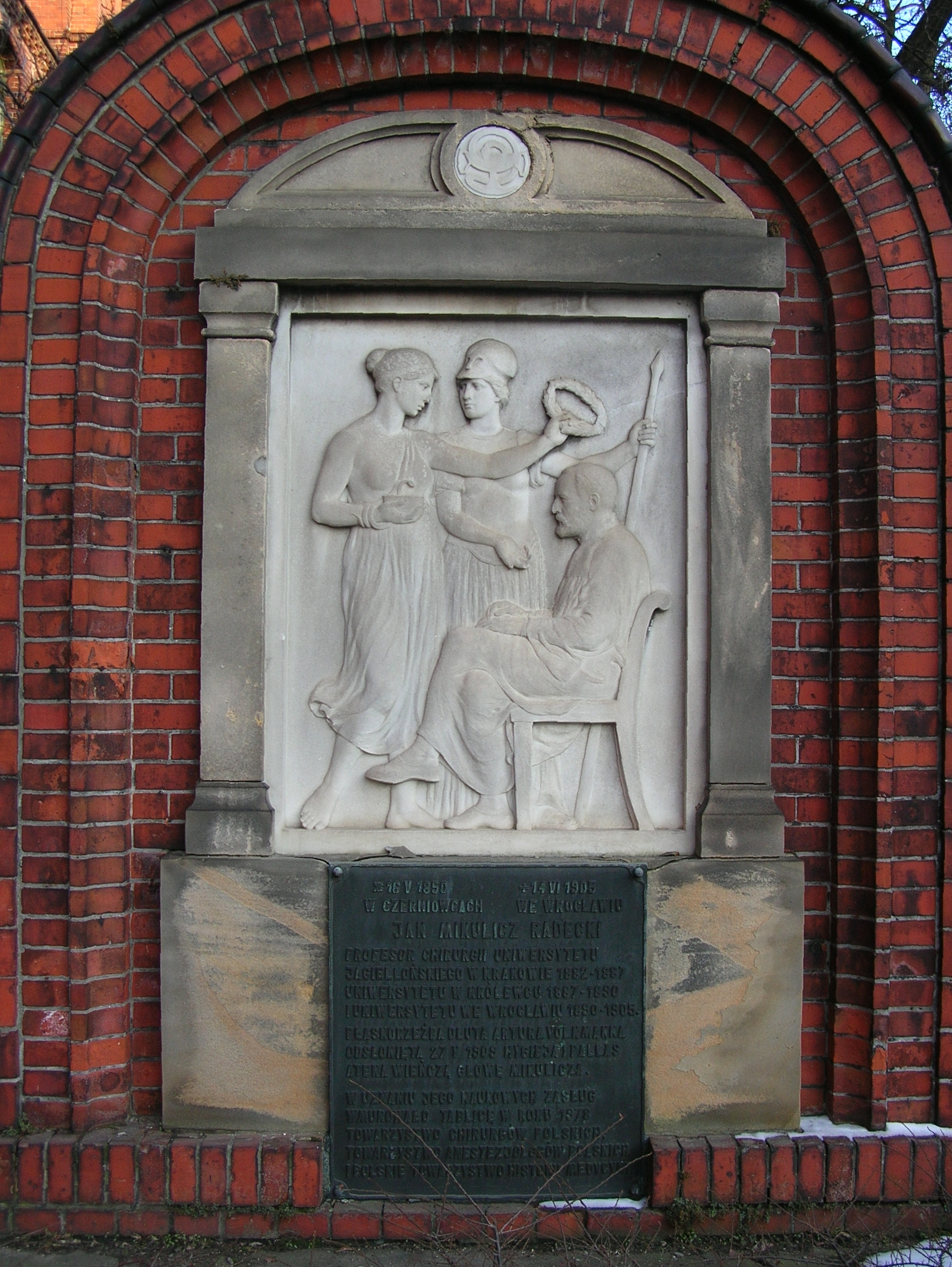
Pomnik upamiętniający Jana Mikulicza-Radeckiego przed Kliniką Chirurgiczną Wrocławskiej Akademii Medycznej

W 1904 roku Mikulicz sam rozpoznał u siebie guz nadbrzusza, który okazał się nieoperacyjnym rakiem żołądka. 7 stycznia 1905 roku jego przyjaciel Anton Eiselsberg z Wiednia wykonał próbną laparotomię w prywatnej klinice Mikulicza we Wrocławiu. Eiselsberg nie przeprowadził resekcji nieoperacyjnego guza „gdyż byłoby to sprzeczne z umową zawartą z Mikuliczem przed operacją”. Po tym zabiegu chory Mikulicz szybko powrócił do zajęć zawodowych, a na pierwszym wykładzie po operacji mówił studentom, że „największym i najszlachetniejszym zadaniem lekarza jest wówczas pomagać choremu, gdy pomoc chirurgiczna jest niemożliwa”. 14 czerwca 1905 o godzinie 10 Mikulicz zmarł we własnym domu przy Auenstraße (dziś Mikulicza-Radeckiego 8) w wieku 55 lat. Pogrzeb jego był dużym wydarzeniem. Pochowano go z insygniami i w todze akademickiej, wykonano jego maskę pośmiertną, a na pogrzeb przybyły liczne delegacje z różnych ośrodków akademickich. Został pochowany w Świebodzicach. Grób zachował się do dziś.
W prasie fachowej i codziennej, niemieckiej i polskiej, ukazały się liczne relacje z pogrzebu, wspomnienia pośmiertne i nekrologi.

## Rodzina
Jan Mikulicz-Radecki i Henriette mieli siedmioro dzieci. Pięcioro z nich urodziło się w Krakowie.
Najstarsza córka Hilda (1881–1964) w 1905 roku wyszła za mąż za lekarza-chirurga Willy’ego Anschütza. Druga córka Maria (1883-1944) wyszła za lekarza-chirurga Walthera Kauscha. Syn Felix Mikulicz-Radecki (1892–1968), urodzony we Wrocławiu, został profesorem ginekologii i położnictwa na Uniwersytecie Humboldta w Berlinie.
Wnukami Mikulicza są: prof. Johann Georg Mikulicz-Radecki z Leimen, prof. Felix Anschütz i prof. Hans F. Pieper.
Prawnuczką Mikulicza jest Juliane Koepcke – niemiecka biolog, która jako jedyna ocalała w katastrofie lotniczej LANSA-508, przeżywając w wieku 17 lat ponad 10 dni w peruwiańskiej dżungli. 

## Uznanie

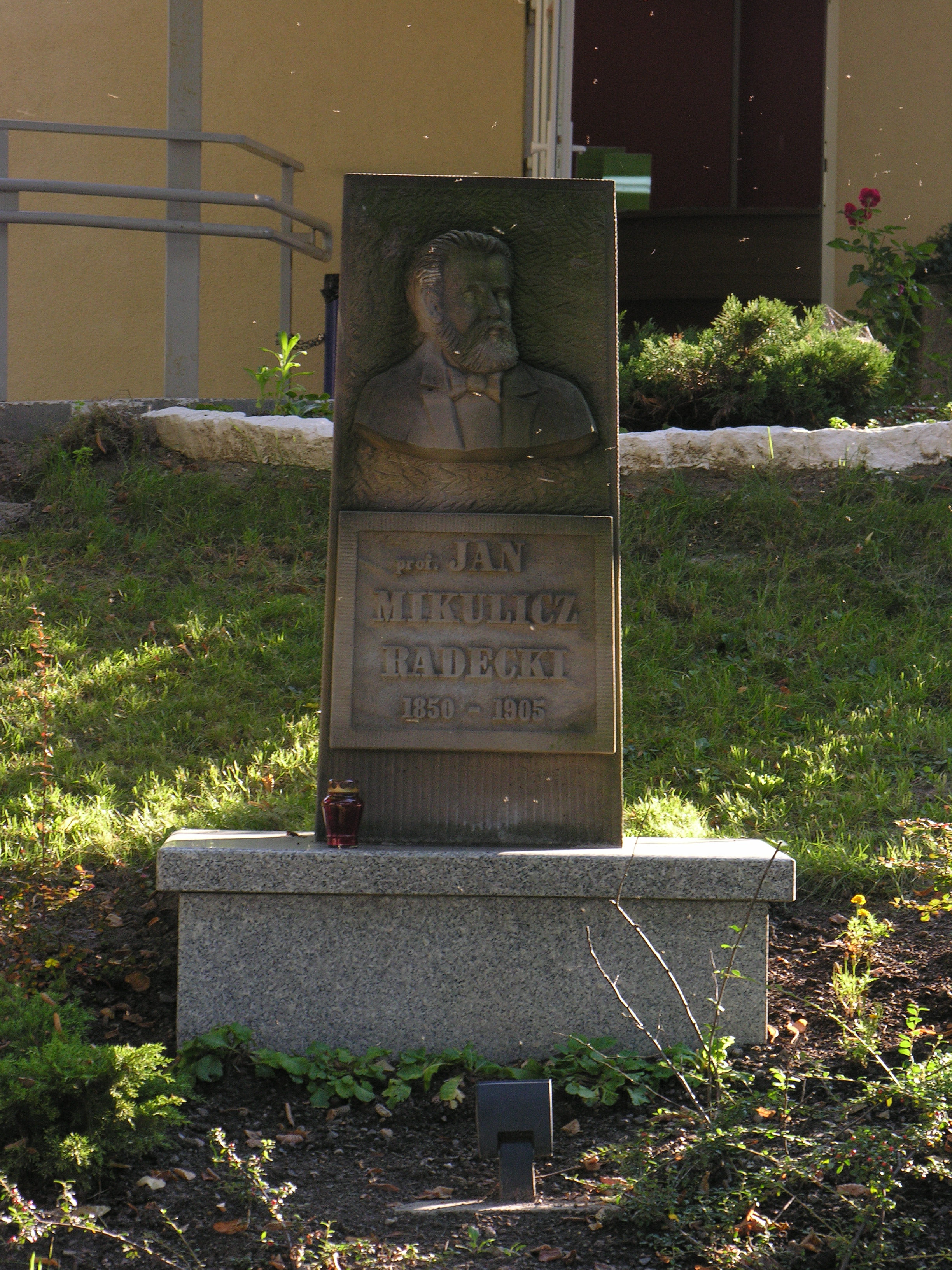
Pomnik Jana Mikulicza-Radeckiego w Świebodzicach

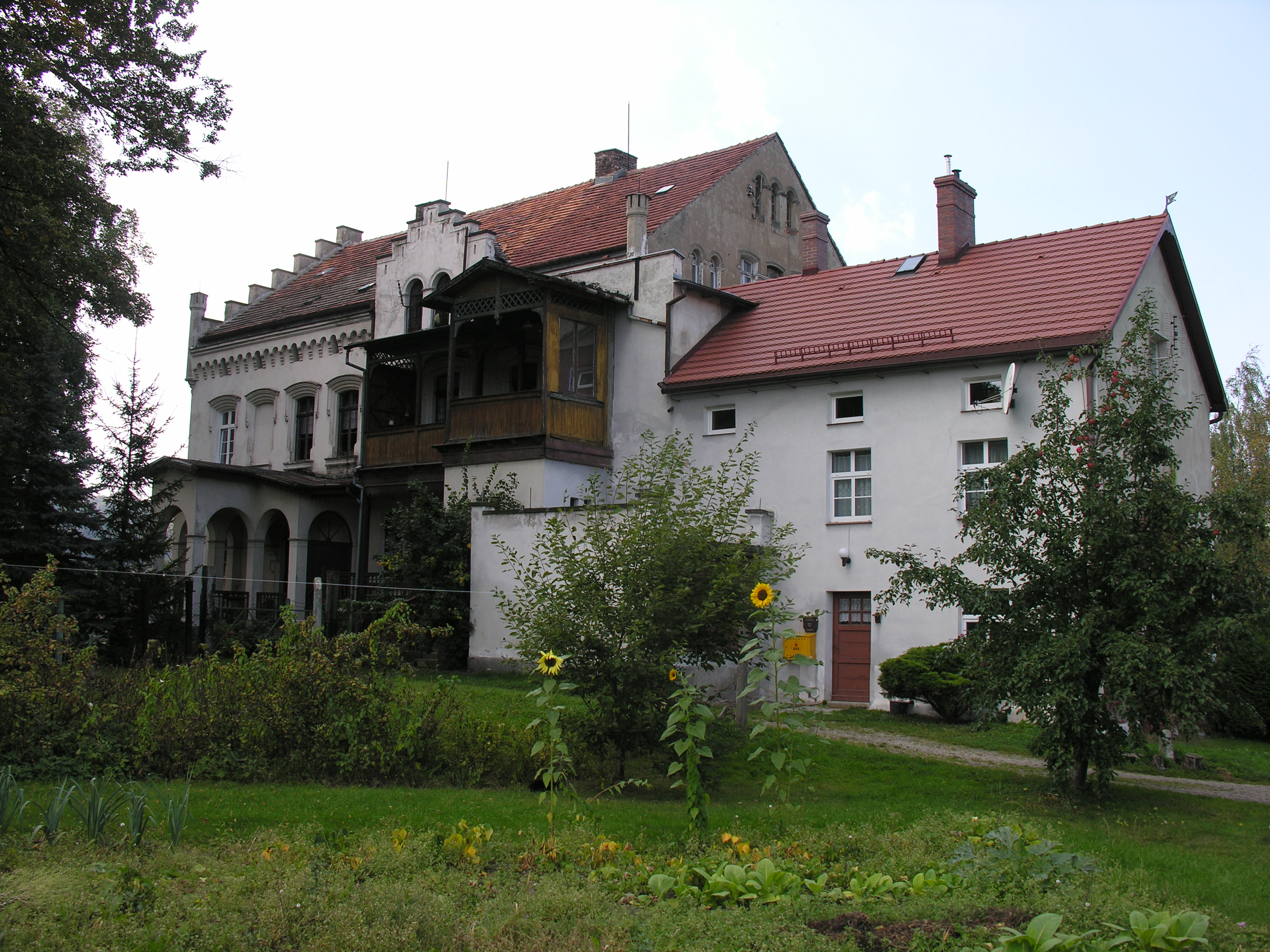
Willa Mikulicza w Świebodzicach, 2009 rok

Jan Mikulicz Radecki uważany jest za jedną z najwybitniejszych postaci w dziejach nauki wrocławskiej. W ciągu stosunkowo krótkiego pobytu w tym mieście zyskał sobie szacunek oraz autorytet zawodowy i pozazawodowy. Miał liczne kontakty międzynarodowe, był zapraszany na wykłady do USA, Wielkiej Brytanii, Rosji i Japonii. Był doktorem honoris causa uniwersytetów w Glasgow i w Filadelfii.
Mimo pewnej oschłości, bardzo formalnej dyscypliny jaką wprowadził w kierowanej przez siebie klinice, był uwielbiany przez współpracowników i studentów, a także swoich pacjentów. Szczególnie duży szacunek mieli dla niego Żydzi, nie tylko wrocławscy, ale też przyjeżdżający specjalnie do niego z Polski, Rosji, Galicji. Podobno mawiali:  „Erst kommt der liebe Herrgott und dann der Perfesser Mikulicz” („Pierwszy jest kochany Pan Bóg, a potem pan profesor Mikulicz”). Sanitariusz pracujący w klinice Mikulicza, Georg Kraft, zapisał wiele anegdot opowiadających o relacjach Mikulicza ze swoimi żydowskimi pacjentami.

### Po śmierci
Staraniem uczniów i pacjentów Mikulicza 27 maja 1909 roku odsłonięto płaskorzeźbę marmurową autorstwa Arthura Volkmanna, która przedstawia Mikulicza siedzącego w todze, na którego głowę Higieja – córka Asklepiosa nakłada laurowy wieniec. Na drugim planie stoi z oszczepem Atena – bogini mądrości, prawą ręką wskazując postać Mikulicza. Płaskorzeźba ta stoi przed Kliniką Chirurgiczną przy ul. Curie Skłodowskiej 7.
Pod koniec lat 50. chciano nadać Akademii Medycznej we Wrocławiu imię Mikulicza, ale Ministerstwo Zdrowia nie wyraziło na to zgody.
Deutsche Gesellschaft für Chirurgie co roku przyznaje w dziedzinie chirurgii endoskopowej i laparoskopowej Von Mikulicz-Kelling Preis. Na bocznej elewacji willi Mikulicza w Świebodzicach (ul. Sikorskiego 43) znajduje się tablica pamiątkowa.
19 i 20 maja 2000 roku w Świebodzicach zorganizowano rocznicowe obchody 150. rocznicy urodzin Mikulicza i sympozjum naukowe. W drugim dniu uroczystości odsłonięto pomnik chirurga na placu Legionów Polskich (dziś Plac Jana Pawła II). Obecnie pomnik znajduje się przy ulicy Skłodowskiej-Curie 3-7 przed Niepublicznym Zakładem Opieki Zdrowotnej Mikulicz.
W 2005 roku w stulecie jego śmierci zorganizowano we Wrocławiu uroczyste obchody, w trakcie których odsłonięto jego kolejne popiersie. Rok akademicki 2004/2005 Konferencja Rektorów Uczelni Medycznych w Polsce ogłosiła rokiem Jana Mikulicza Radeckiego.
W 2006 roku został oddany do użytku wielospecjalistyczny kompleks szpitalny noszący nazwę: Akademicki Szpital Kliniczny im. Jana Mikulicza-Radeckiego znajdujący się przy ulicy Borowskiej we Wrocławiu.

## Opracowania biograficzne
Sanitariusz Georg Kraft opublikował pamiętnik w którym opisał swoją pracę w klinice za profesury Mikulicza. Częściowo opublikowane zostały wspomnienia wdowy po Mikuliczu. Najpełniejszą i najdokładniejszą jak dotąd biografią jest napisana przez Waldemara Kozuschka, dwujęzyczna (niemiecko-polska) monografia Jan Mikulicz-Radecki 1850-1905: współtwórca nowoczesnej chirurgii (Wydawnictwo Uniwersytetu Wrocławskiego, 2003). Kozuschek w swojej pracy wykorzystał m.in. niepublikowane materiały do biografii Mikulicza, zebrane przez Zdzisława Wiktora.

## Narodowość Mikulicza
Kwestia narodowości Jana Mikulicza-Radeckiego była wielokrotnie, także za jego życia, przedmiotem sporów i dyskusji, m.in. przy okazji objęcia przez niego stanowiska kierownika Kliniki Chirurgicznej w Krakowie w 1882 roku. Na łamach polskojęzycznego „Przeglądu Lekarskiego” tłumaczył, że jego niezbyt płynna polszczyzna wynika z tego, że cały czas obraca się w środowisku niemieckojęzycznym. Mikulicz dość dużo publikował w polskiej prasie fachowej, zawsze dwa miejsca asystenckie przeznaczał dla Polaków. Używał trzech wersji swojego imienia (Jan, Johannes i Johann).
Spotykane w literaturze stanowiska w kwestii narodowości Mikulicza wahają się od przekonania o narodowości polskiej (Wiktor, większość autorów anglojęzycznych), niemieckiej (Felix Mikulicz-Radecki), austriackiej. Część autorów pisze o Mikuliczu jako o Europejczyku, nie wskazując żadnej z narodowości, albo (Kozuschek) uznając niemieckość i polskość Mikulicza na równi.
Sam Mikulicz publicznie deklarował, że czuje się Polakiem.

## Dorobek naukowy
Jan Mikulicz-Radecki opublikował ogółem 232 prace naukowe. Z nazwiskiem Mikulicza-Radeckiego wiązane są początki i rozwój nowoczesnej chirurgii XX wieku. Zajmował się większością działów chirurgii: chirurgią przewodu pokarmowego, chirurgia plastyczną, chirurgią dziecięcą, neurochirurgią; razem z Sauerbruchem był pionierem torakochirurgii; miał wkład w ortopedię, urologię, laryngologię i ginekologię.
Chirurgia przewodu pokarmowego była ulubionym tematem prac Mikulicza. Jako pierwszy na świecie dokonał zszycia pękniętego wrzodu żołądka (24 kwietnia 1885) oraz plastyki odźwiernika (13 lutego 1887), zwanej dzisiaj (pyrolo)plastyką Heinekego-Mikulicza. Wprowadził metodę śródoperacyjnego poszerzania zwężonego wpustu przełyku. Wprowadził metody wziernikowania przełyku (1880) i żołądka (1881), zademonstrowane później na 11. Kongresie Chirurgów w Berlinie. Udoskonalił metodę dwuczasowej resekcji guzów jelita grubego z wyłonieniem (operacja Paula-Mikulicza). Opracował metodę chirurgicznego leczenia całkowitego wypadnięcia odbytnicy.
W dziedzinie ortopedii Mikulicz opracował, niezależnie od Aleksandra Władimirowa, metodę osteoplastycznej resekcji stopy (tzw. operacja Władimirowa-Mikulicza). Zajmował się etiologią kręczu szyi. Razem z Valeską Tomasczewski, kierowniczką zakładu gimnastycznego we Wrocławiu, napisał podręcznik gimnastyki ortopedycznej.
Jako pierwszy stosował klinową resekcję gruczołu tarczowego.
Był pomysłodawcą i konstruktorem wielu narzędzi chirurgicznych, takich jak skoliozometr, kleszcze harpunowate (tzw. kleszcze Mikulicza), czy uciskadło Mikulicza.
W 1888 roku opisał obustronne powiększenie gruczołów łzowych i ślinianek. Schorzenie było znane jako choroba Mikulicza, obecnie utożsamiane jest na ogół z zespołem Sjögrena.
W 1904 roku opisał nową jednostkę chorobową, torbiele kostne młodocianych (osteitis fibrosa cystica juvenilis).
W czasie gdy był asystentem Billrotha opisał charakterystyczne komórki olbrzymie w nacieku w przebiegu twardzieli nosa i udowodnił zapalny charakter choroby. Komórki te określa się dziś jako komórki Mikulicza.
Udoskonalił antyseptykę (wprowadzenie jodoformu) i aseptykę (bawełniane rękawiczki operacyjne). Prawdopodobnie jako pierwszy stosował bawełniane maski zasłaniające usta i nos (dawniej maska Mikulicza). Wprowadził do lecznictwa maść zawierającą roztwór azotanu srebra (tzw. maść Mikulicza – Unguentum Argenti nitratis compositum). Maść ta jest nadal stosowana w leczeniu trudno gojących się ran oraz jako skuteczny lek przeciwbakteryjny. Składnikami leku są azotan srebra i balsam peruwiański.
Spopularyzował prace Carla Ludwiga Schleicha i jego metodę znieczulenia infiltracyjnego.

## Wybrane prace
- Beitrag zur Genese der Dermoide am Kopfe. Wiener medizinische Wochenschrift 26, s. 953–956, 983–986, 1004–1008, 1030–1034, 1052–1056, 1077–1081 (1876)
- Ueber das Rhinosclerom (Hebra). Archiv fur klinische Chirurgie 20, s. 485–534 (1876)
- Über die Beziehungen des Glycerins zu Coccobacteria septica und zur septischen Infection. Archiv für klinische Chirurgie 22, s. 253–327 (1878)
- Die antiseptische Wundbehandlung und ihre Technik. Mitteilungen des Vereins der Arzte Nieder-Osterreich 5, s. 58–62, 77–80, 92–95, 122–124, 146–153, 161–163, 183–187 (1879)
- Die seitlichen Verkrilmmungen am Knie und deren Heilungsmethoden. Archiv fur klinische Chirurgie 23, s. 561–629, 671–884 (1879)
- Kasuistische Beitrage zur Exstirpation solider Geschwulste des Uterus und der Ligamenta lata durch die Laparotomie. Wiener medizinische Wochenschrift 29, s. 513–515, 544–545, 599–602 (1879)
- Subperiostale Exstirpation der ganzen Scapula. Volstaendige Regeneration. Archiv fur klinische Chirurgie 23, s. 192–199 (1879)
- Ueber eine Methode der Aufrichtung eingesunkener Nasen. Wiener medizinische Wochenschrift 29, s. 1201–1206 (1879)
- O użyciu jodoformu w leczeniu ran. Przegląd Lekarski 20, 37, s. 481–483 (10 września 1881) link; 43, s. 564–565 link; 45, s. 595–596 (1881) link
- Mięśniakowłókniak śródścienny macicy wielkości dwóch głów dziecięcych i podsurowiczy wielkości pomarańczy. Wycięcie przez pochwę, wyzdrowienie. Przegląd Lekarski 22, 3, s. 29–30 (20 stycznia 1883) link 2, s. 17–19 (13 stycznia 1883) link
- Przyczynki do plastycznej chirurgii nosa. Gazeta Lekarska 18, 23, s. 429–433 (9 czerwca 1883) link
- Eine neue osteoplastische Resektionsmethode am Fuβe. Archiv für Klinische Chirurgie 26, s. 494–501 (1881) link
- Zur Sprayfrage. Archiv für Klinische Chirurgie 25, s. 707–751 (1888) link
- O użyciu jodoformu w leczeniu ran. Przegląd Lekarski 20, 38, s. 493–495; 39, s. 505–506; 42, s. 547–548; 44, s. 577–578; 41, s. 534–536 (1881)
- Wgłobienie i wypadnięcie (invaginatio et prolapsus) jelita grubego przez kiszkę stolcową; wycięcie kawałka jelita 76 ctm. długiego; wyleczenie. Gazeta Lekarska 18, 47, s. 901–903 (1883)
- Resekcyja odźwiernika z powodu raka: wyleczenie: uwagi nad pewnym objawem raka żołądka, za pomocą gastroskopu spostrzegać się dającym. Przegląd Lekarski 22, nr 13, s. 157–158 (1883)
- Przyczynki do chirurgii. Uwagi wstępne. Przegląd Lekarski 22, nr 1, s. 1–3 (1883)
- Dwa przypadki osteoplastycznej resekcji stopy według własnej metody. Przegląd Lekarski 22, 36, s. 441–443 (1883)
- Über das Jodoform als Verbandmittel, zumal bei Knochen- und Gelenktuberkulose. Centralblatt für Chirurgie 8, 20, s. 8–10 (1881)
- Wgłobienie i wypadnięcie (invaginatio et prolapsus) jelita grubego przez kiszkę stolcową; wycięcie kawałka jelita 76 ctm. długiego; wyleczenie. Gazeta Lekarska 18, 48, s. 921–925 (1883)
- Über Gastroskopie und Ösophagoskopie. Centralblatt für Chirurgie 8, 43, s. 673–676 (1881) link
- Przyczynek do techniki operacyjnej i następowego leczenia raka migdałków. Przegląd Lekarski 22, 49, s. 609–610 (8 grudnia 1883) link; 22, 48, s. 597–598 (1 grudnia 1883) link
- Über Gastroskopie und Ösophagoskopie (mit Demonstration am Lebenden). Centralblatt für Chirurgie 9, 29, s. 49–52 (1882)
- Über Gastroskopie und Ösophagoskopie. Wiener medizinische Presse, 1881, 22: 1405–1408, 1437–1443, 1473–1475, 1505–1507, 1537–1541, 1573–1577, 1629–1631
- Über die Verwendung des Jodoforms bei der Wundbehandlung und dessen Einfluss auf fungöse und verwandte Processe. Archiv für klinische Chirurgie, Berlin, XXVII.
- Weitere Erfahrungen über die Verwendung des Jodoforms in der Chirurgie. Berliner Klinische Wochenschrift 8, 49, s. 721–725 (1881)
- O użyciu jodoformu w leczeniu ran. Przegląd Lekarski 20, 40, s. 519–521 (1881)
- Die Verwendung des Jodoforms in der Chirurgie. Wien Kl. 1882
- Perforationsperitonitis. Volkmann’s Sammlung klinischer Vorträge, 1883
- Ueber die Bedeutung der Bluttransfusion und Kochsalzinfusion bei akuter anämie. Wiener Klinik, 1884, Heft 7
- Przyczynek do nauki o leczeniu ran. Przegląd Lekarski 23, 1, s. 1–3 (1884)
- Skoliozometer, przyrząd do mierzenia skrzywienia bocznego kręgosłupa. Przegląd Lekarski22, 12, s. 141–143 (24 marca 1883) link
- Przyczynki do plastycznej chirurgii nosa. Gazeta Lekarska 18, 24, s. 453–459 (1883) link
- Zur Jodoformbehandlung. Centralblatt für Chirurgie 9, 1, s. 1–2 (1882)
- O dzisiejszym stanie nauki o transfuzyi: wykład miany w Tow. lek. krak. przez prof. Mikulicza. Przegląd Lekarski 23, 15, s. 201–203; 14, s. 189–191; 13, s. 177–179 (1884)
- Skoliosometer, ein Apparat zur Messung der Skoliose. Centralblatt für Chirurgie 10, 20, s. 305–311 (1883)
- Resekcyja odźwiernika z powodu raka: wyleczenie: uwagi nad pewnym objawem raka żołądka, za pomocą gastroskopu spostrzegać się dającym. Przegląd Lekarski 22, nr 14, s. 169–171 (7 kwietnia 1883) link
- Dwa przypadki osteoplastycznej resekcji stopy według własnej metody. Przegląd Lekarski 22, nr 37, s. 455–457 (1883) link
- O wpływie chirurgii nowoczesnej na kształcenie uczniów w klinice chirurgicznej, Wykład wstępny prof. Mikulicza. Przegląd Lekarski 21, nr 43, s. 569–572 (28 października 1882) link
- Przyczynek do sposobu operowania polipów nosopołykowych. Przegląd Lekarski 22, 5, s. 53–55 (3 lutego 1883) link
- Weitere Erfahrungen über die Verwendung des Jodoforms in der Chirurgie. Berliner Klinische Wochenschrift 8, 50, s. 741–744 (1881)
- Przyczynek do nauki o leczeniu ran. Przegląd Lekarski 23, 3, s. 36–38; 4, s. 55–57; 5, s. 70–72; 29, s. 393–395; 31, s. 421–422; 30, s. 411–412 (1884)
- Über einige Modificationen des antiseptischen Verfahrens. Archiv für klinische Chirurgie, Berlin, 1885, 31
- Über Laparotomie bei Magen- und Darmperforationen. Sammlung klinisher Vorträge. Leipzig, 1885
- Ein Fall von Resection des carcinomatösen Oesophagus mit plastischem Ersatz des excidierten Stückes. Prager medizinische Wochenschrift, 1886, 11: 93-94.
- Zur operativen Behandlung der Pylorusstenose. Centralblatt für Chirurgie, Leipzig, 1887
- Zur operativen Behandlung des Empyems der Highmorshöhle. Archiv für klinische Chirurgie, Berlin, 1887, 34: 281–286
- Erfahrungen über den Dauerverband und die Wundbehandlung ohne drainage. Klinisches Jahrbuch, 1888
- Zur operativen Behandlung des prolapsus recti et coli invaginati. Verhandlungen der Deutschen Gesellschaft für Chirurgie, Berlin, 1888, 17: 294-317.
- Zur Operation der angeborenen Blasenspalte. Zentralblatt für Chirurgie 1889, 26: 641–643
- Über Versuche, die antiseptische Wundbehandlung zu einer wirklich keimfreien Methode zu vervollkommenen. Deutsche Medizinische Wochenschrift, Berlin, 1897
- Die Krankheiten des Mundes. Jena, 1898
- Die Desinfektion der Haut und Hände mittels Seifenspiritus. Deutsche medicinische Wochenschrift, Berlin, 1899